# Mỏm mũi kiếm
Mỏm mũi kiếm, mỏm kiếm hay mỏ ác (tiếng Anh: xiphoid process, xiphisternum hoặc metasternum) là phần mở rộng sụn của phần dưới trong xương ức, thường bị hóa thành xương ở người trưởng thành, có hình dạng giống như một mũi kiếm. Cả tiếng Hi Lạp nguyên gốc là xiphoid và tiếng Latin của từ này là ensiform đều có nghĩa là "giống như thanh kiếm".

## Ảnh

Vị trí mỏm mũi kiếm (màu đỏ).
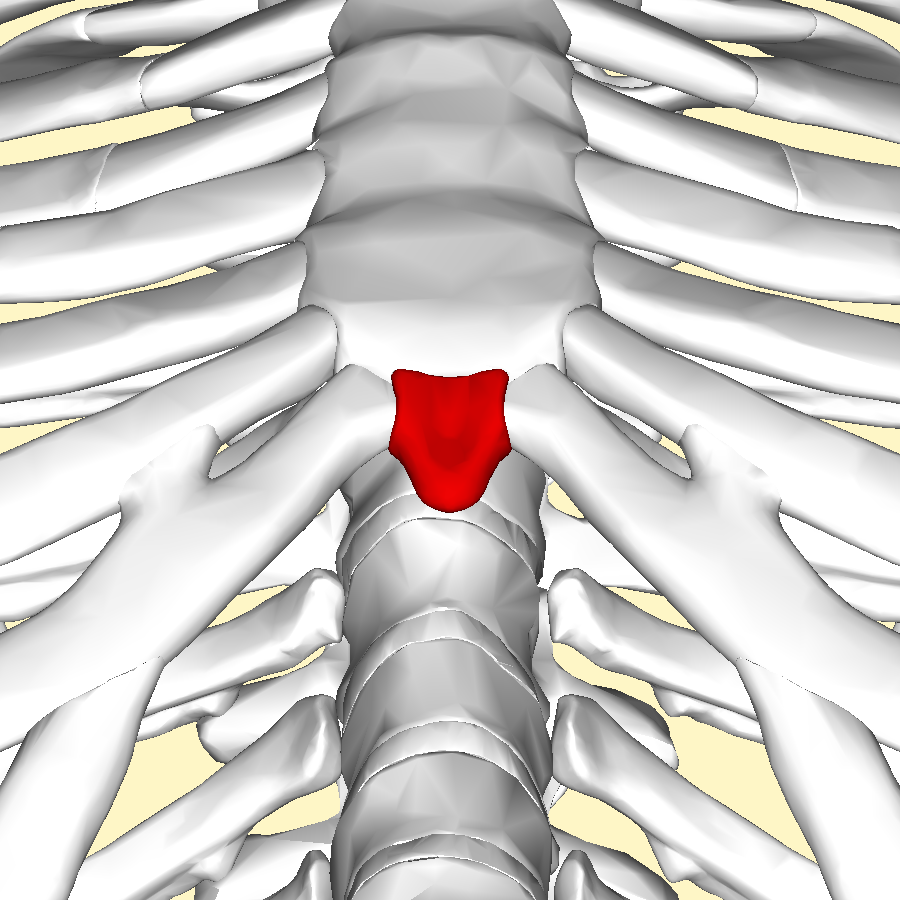
Vị trí mỏm mũi kiếm (màu đỏ).
Hình dạng mỏm mũi kiếm.